# Stan Charlesworth
Stanley Charlesworth (10 tháng 3 năm 1920 – tháng 3 năm 2003) là một cầu thủ bóng đá người Anh thi đấu ở Football League cho Barnsley và Grimsby Town.